# Essigzwetschgen
Essigzwetschgen sind säuerlich zubereitete Früchte, die als Beilage für Wild- und Schlachtfleischspeisen verwendet werden. Alternative Bezeichnungen sind Essigzwetschken und Essigpflaumen.
Für die Herstellung verwendet man Zwetschgen oder andere dunkle Pflaumen. In einem ersten optionalen Arbeitsschritt werden sie zu Trockenpflaumen verarbeitet (auch Dörrzwetschge). Andere Zubereitungen verwenden frische Früchte, und es entfällt die Trocknung. Zur Vorbereitung wird ein Fond/Sud aus Essig, Zucker und Wasser aufgekocht. Die Zugabe von alkoholhaltigen Geschmacksträgern (Rotwein, Rum, Arrak) ist optional. Als Gewürze verwendet man Zimt, Vanilleschote, Gewürznelke, Kardamom je nach Rezept. Man kann auch aromatische Pflanzenteile wie Zitronen- und Orangenschalen und Ingwer dazugeben.
Die Früchte werden mit dem Fond übergossen und einige Tage bis Wochen mariniert. Meist werden sie anschließend in Konserven haltbar gemacht.
Man verwendet sie als Zutat für Fleischgerichte und mit Stärke gebunden als Beilage für diese.